# 유 (봉상)
유(斿, ? ~ ?)는 전한 초기의 관료이다. '유'는 이름자로, 성씨는 알려져 있지 않다.

## 행적
경제 2년(기원전 155), 봉상에 임명되었다.

## 출전
- 반고, 《한서》 권19하 백관공경표(百官公卿表) 下

| 전임 신 | 전한의 봉상 기원전 155년 ~ 기원전 154년? | 후임 원앙 |